# Le Muslim Post
Le Muslim Post est un site web d'information communautaire francophone abordant notamment des sujets liés à l'islam. Il est créé en 2014 en Tunisie.

## Équipe et ligne éditoriale
La publication est dirigée par Frédéric Geldhof, enseignant à l'École supérieure du journalisme de Tunis et ancien journaliste indépendant ayant collaboré à La Vie, African Business, African Banker, et très marginalement au Point et au Point Afrique.
À sa création en 2014, le magazine se limite à des sujets sur l'islam ou les produits halal. 
Son ambition affichée est désormais de publier des articles consacrés à l'actualité politique, sociale, économique et culturelle, principalement de France mais aussi du Maghreb et d'autres pays étrangers, en attachant « une attention particulière à la lutte contre les discriminations, et particulièrement contre l'islamophobie ». Il prétend « fournir une information la plus objective et factuelle possible [...] vérifiée et recoupée ».

## Couverture de l'affaire Tariq Ramadan
En février 2018, Le Muslim Post se procure le planning du déplacement de Tariq Ramadan le 9 octobre 2009. Alors qu'il assure être arrivé dans la soirée et qu'il ne peut donc pas avoir rencontré la plaignante surnommée « Christelle », Tariq Ramadan a en réalité atterri à Lyon à 11h15 en provenance de Madrid. L'alibi de Tariq Ramadan est alors « fragilisé », selon la presse.
Le Muslim Post est à l'origine de scoops sur cette affaire, comme la publication d'une vidéo de Tariq Ramadan alors que ce dernier est en prison, le maintien de l'islamologue en détention provisoire, ou encore les révélations sur les expertises du téléphone et de l'ordinateur du prédicateur. Selon Le Parisien, le site « est réputé très proche de l'influent comité de soutien de l'islamologue ».
Son rédacteur en chef Yunes Bel Hadj est le fils de l'homme d'affaires franco-tunisien Lotfi Bel Hadj. Celui-ci, au cœur du réseau mis en œuvre depuis 2017 pour soutenir Tariq Ramadan dans les poursuites pour viols et agressions sexuelles dont il est l'objet, dispose à travers le site d'un canal d'influence significatif,,.
Dans une interview, Lotfi Bel Hadj affirme qu'il ne défend pas Tariq Ramadan mais « la présomption d'innocence et une certaine idée de la justice ».